# Colonia Guadalupe Victoria, Texcoco
Colonia Guadalupe Victoria är en ort i Mexiko, tillhörande kommunen Texcoco i delstaten Mexiko. Colonia Guadalupe Victoria ligger i den centrala delen av landet och tillhör Mexico Citys storstadsområde. Orten hade 1 718 invånare vid folkräkningen 2010.